# Nguyễn Quỳ
Giáo sư, Tiến sĩ hóa lý Nguyễn Quỳ (1930-2020) là một nhà khoa học kỹ thuật quân sự của Việt Nam, từng được giải thưởng nhà nước, nguyên Thiếu tướng, Giám đốc Học viện Kỹ thuật Quân sự, nguyên Phó Viện trưởng Viện Hạt nhân Đà Lạt, phó chủ nhiệm Tổng cục Kỹ thuật, Bộ Quốc phòng Việt Nam. Ông là chuyên gia trong lĩnh vực "vật liệu bảo quản vũ khí, khí tài, trang bị vật tư kỹ thuật quân sự; sản xuất các chất phát sáng mạnh".

## Tiểu sử
- Ông sinh ngày 28 tháng 12 năm 1930 tại xã Mỹ Hiệp, huyện Phù Mỹ, tỉnh Bình Định.
- Từ năm 1954-1962, ông được nhà nước cử đi du học từ đại học đến Tiến sĩ tại Cộng hòa Dân chủ Đức.
- Năm 1962, về nước, ông gia nhập quân đội và làm nghiên cứu viên tại Viện Kỹ thuật Quân sự Hà Nội.
- Ông được cấp bằng Tiến sĩ năm 1962, được công nhận chức danh Phó giáo sư năm 1980, chức danh Giáo sư Hóa học năm 1984, chuyên ngành Hóa lý.
- Từ năm 1977 đến năm 1980, ông là phó Viện trưởng Viện Kỹ thuật Quân sự.
- Từ năm 1980 đến năm 1989, là Giám đốc Học viện Kỹ thuật Quân sự.
- Từ năm 1989 đến năm 1998, là phó chủ nhiệm Tổng cục Kỹ thuật, Bộ Quốc phòng Việt Nam.
- Năm 1998, ông nghỉ hưu tại Hà Nội.

## Thành tích và Khen thưởng
- Đã công bố trên 20 công trình khoa học. Trong đó có thể kể đến:
  - Công trình nghiên cứu bảo quản Nhà sàn và các di vật của Hồ Chủ tịch.
  - Công trình nghiên cứu sản xuất chất phát sáng lạnh, phục vụ ban đêm cho quân đội (kết hợp với Viện hóa học công nghiệp để tổ chức sản xuất).
  - Nghiên cứu chế tạo một số vật liệu và dụng cụ, phục vụ binh chủng đạc công như: ngòi điện hóa, vật liệu ngụy trang, thuốc nổ lỏng.
- Chủ trì biên soạn 2 cuốn sách: Ăn mòn kim loại trong công tác bảo quản (1965). Sổ tây bảo quản (1970).
- Được Nhà nước tặng thưởng:
  - 1 Huân chương Chiến công hạng Nhất,
  - 2 Huân chương Chiến công hạng Nhì,
  - Giải thưởng Nhà nước về Khoa học (tập thể)